# Louis Péguri
Pour les articles homonymes, voir Péguri.
Louis, Casimir Péguri, né le 13 juillet 1894 à Paris 19e et mort le 19 mai 1972 à Clichy la Garenne, est un accordéoniste et compositeur français. Avec entre autres ses frères aînés Michel et Charles, il fait partie de la première génération d'accordéonistes à promouvoir l'accordéon en tant qu'instrument de musique à part entière.

## Jeunesse
Louis est le 6e et dernier enfant de Félix Péguri, facteur et réparateur d'accordéons, et le 3e accordéoniste après l'aîné, Charles, ainsi que Michel. À l'âge de 6 ans il voit son frère Charles partir de la maison familiale pour monter sa propre affaire d'accordéon. Il perd son père à l'âge de 10 ans, en 1904.

## Musicien de bal
Louis débute dans le métier d'abord en duo avec son frère Michel à partir de 1919. La même année s'ouvre Rue Pierre-Fontaine un music-hall, « Chez Zenga ». Louis s'y produit alors en intermède, accompagné d'un harpiste, comme entre autres le compositeur et pianiste Léo Daniderff. Entre 1918 et jusqu'en 1925 il est l'accompagnateur de Mistinguett au Casino de Paris. Il dirige également son propre orchestre de bal musette.
Durant les années 1930, il enregistre avec son frère Michel des disques chez Polydor, Parlophone, Columbia, Perfectaphone.

## Musicien classique
Soucieux de la réputation de son instrument, au Casino de Paris, ou dans d'autres brasseries, on l'y retrouve interpréter - comme de nombreux accordéonistes de sa génération, des arrangements d'œuvres classiques et d'ouvertures d'opéra comme l'ouverture de Guillaume Tell de Rossini, le vol du bourdon de Rimski-Korsakov, la Rhapsodie hongroise no 2 de Liszt. On le trouve également au Théâtre Marigny où il est embauché pour jouer durant les entractes, ainsi qu'au théâtre de la Renaissance, notamment en 1922 pour la musique de la pièce de théâtre « Mon Homme » de Francis Carco.

## Bandonéon
En 1924 il invente pour le bandonéon le système uni-sonore à la main droite, conçu d'après le clavier italien de l'accordéon. Il soumet les plans de ce « système Péguri » à son frère Charles. Celui-ci confectionne trois premiers modèles, pour Louis, mais également  René Pesenti et Léon Fehlmann. Tous trois seront embauchés en 1925 par l'orchestre de Pugliese Brodmann, pour des représentations au Palais de Danse de Berlin.
Louis Peguri crée également son propre orchestre tango, composé de trois violons, trois bandonéons, une contrebasse et un piano.

## Militant
À la fin des années 1940, il intervient à la RDF pour une émission hebdomadaire consacrée à l'accordéon, intitulée Du Bouge au Conservatoire, au cours de laquelle il défend l'accordéon en tant qu'instrument à part entière, et notamment lui revendique sa place au conservatoire au même titre que les autres instruments classiques.
C'est à cette période qu'il fonde avec ses amis Adolphe Deprince, Médard Ferrero, V. Marceau, un quatuor baptisé « Les Mousquetaires de l'Accordéon », dont il existe au moins une trace enregistrée, un arrangement de l'ouverture de Sémiramis de Rossini diffusé sur France Culture le 18 janvier 1992. Ce quatuor sera également à l'origine en 1948 de l'Union Nationale des Accordéonistes de France, dont Louis, le « parrain musical » de Marcel Azzola, en sera le 1er conseiller musical.
En 1950, il fait éditer aux éditions WordPress un livre qu'il coécrit avec Jean Mag, intitulé Du Bouge... au Conservatoire, le Roman de l'Accordéon. Ce livre, outre le fait d'être le premier ouvrage de référence connu au XXe siècle traitant de l'histoire de l'Accordéon en France, est également un manifeste pour la reconnaissance de cet instrument, au niveau institutionnel, instrument qui entrera au CNSM de Paris en 2002.

## Didactique
En 1941, il est coauteur d'un brevet avec Maurice Selmer d'un dispositif pour faciliter l'étude de l'accordéon chromatique, FR867670 (A), ainsi que de « cahiers et analogues pour l'enseignement musical appliqué à l'étude de l'accordéon », FR867522 (A).
Louis travailla avec l'éditeur Roger Vaysse, auteur-éditeur au 139 rue saint-Martin à Paris, ainsi que pour les Éditions Continental.
Pour le Bandonéon, il écrit une « Méthode moderne schématique de bandonéon chromatique » (Éditions Bals de France, Paris, 1957).

## Compositions
- Souvenir de Belleville (valse)
- Radieuse (valse)
- Oui, mais quand ? (fox-trot)
- Cruelle Tendresse (valse)
- La Piémontaise (mazurka)
- Lucia (mazurka)
- Escapade (polka)
- La Fête des As (valse écrite avec Marcel Azzola)
- Mazurka des Champions (valse écrite avec Marcel Azzola)
- Feux Follets (mazurka)
- Pour un Petit Baiser (valse écrite avec Mordrez)
- Pirouette (valse)
- Brise Vénitienne (valse écrite avec Tony Murena)
- Départ des Hirondelles (valse)
- Le Moustique (valse)
- Soir d'Automne (valse)
- Joyeux Vagabond (mazurka écrite avec Tony Murena)
- Vent d'automne (valse)

## Sources
- Toutes les citations sont extraites du livre de Louis Péguri.
- « Du bouge... au conservatoire: roman de l'accordéon et de l'art musical populaire », Louis Péguri, Jean Mag, éd World Press, 1950.
- France Culture le 18 janvier 1992, Entretien avec l'accordéoniste Adolphe Deprince (1901-1995), présenté par Hélène Hazera, Avec la participation de Marcel Azzola et Yvette Horner
- Marcel Azzola, « Chauffe Marcel ! » Éd Archipel -  (ISBN 9782841878536)
- « La belle histoire de l'Accordéon », Roland Manoury, André Clergeat, éd Habana / JMB, 2002,  (EAN 356-5-38112-000-8)
- bases-brevets.inpi.fr